# Pertampilen
Pertampilen is een bestuurslaag in het regentschap Deli Serdang van de provincie Noord-Sumatra, Indonesië. Pertampilen telt 1473 inwoners (volkstelling 2010).